# Vicariato apostólico de Hosanna
El vicariato apostólico de Hosanna (en latín: Vicariatus Apostolicus Hosannen(sis)) es una circunscripción eclesiástica de rito latino de la Iglesia católica en Etiopía. Desde el 8 de abril de 2017 su obispo es Seyoum Franso Noel.

## Territorio y organización
El vicariato apostólico extiende su jurisdicción sobre los fieles católicos de rito latino residentes en el área de Hosanna. Limita al norte con la eparquía de Emdeber, al este con el vicariato apostólico de Meki, al sur con el vicariato apostólico de Sodo, al oeste con los de Jima-Bonga y Nekemte.
La sede del vicariato apostólico está en la ciudad de Hosanna, en donde se encuentra la Catedral de San José.
En 2020 el territorio estaba dividido en 29 parroquias. 

## Historia
El vicariato apostólico fue erigido el 20 de enero de 2010 con la bula Cum esset petitum del papa Benedicto XVI, separando territorio del vicariato apostólico de Sodo-Hosanna (hoy vicariato apostólico de Sodo) y encomendándolo a los frailes capuchinos.

A Vicariatu Apostolico Soddensi-Hosannensi separamus territorium Hosannense et erigimus in novum Vicariatum Apostolicum Hosannensem. Quem vero iurisdictioni Congregationis pro Gentium Evangelizatione subicimus cuiusque episcopalem sedem in civitate « Hosanna » ponimus dum templum Sancti Ioseph, ibidem exstans, ad ecclesiae Cathedralis dignitatem evehimus.

## Episcopologio
- Woldeghiorghis Matheos (20 de enero de 2010-8 de abril de 2017 retirado)
- Seyoum Franso Noel, desde el 8 de abril de 2017

## Estadísticas
De acuerdo al Anuario Pontificio 2021 el vicariato apostólico tenía a fines de 2020 un total de 122 895 fieles bautizados.
| Año                                                                             | Población            | Población | Población      | Sacerdotes | Sacerdotes    | Sacerdotes    | Bautizados por sacerdote | Diáconos permanentes | Religiosos | Religiosos | Parroquias |
| Año                                                                             | Bautizados católicos | Total     | % de católicos | Total      | Clero secular | Clero regular | Bautizados por sacerdote | Diáconos permanentes | Varones    | Mujeres    | Parroquias |
| ------------------------------------------------------------------------------- | -------------------- | --------- | -------------- | ---------- | ------------- | ------------- | ------------------------ | -------------------- | ---------- | ---------- | ---------- |
| 2010                                                                            | 135 000              | 2 400 000 | 5.6            | 35         | 28            | 7             | 3857                     |                      | 14         | 37         | 20         |
| 2010                                                                            | 146 060              | 2 452 711 | 6.0            | 33         | 26            | 7             | 4426                     | 1                    | 21         | 37         | 20         |
| 2014                                                                            | 143 204              | 2 658 416 | 5.4            | 48         | 37            | 11            | 2983                     | 1                    | 25         | 39         | 26         |
| 2017                                                                            | 128 750              | 2 786 822 | 4.6            | 61         | 48            | 13            | 2110                     | 1                    | 13         | 21         | 29         |
| 2020                                                                            | 122 895              | 2 796 918 | 4.4            | 57         | 43            | 14            | 2156                     | 1                    | 17         | 44         | 29         |
| Fuente: Catholic-Hierarchy, que a su vez toma los datos del Anuario Pontificio. |                      |           |                |            |               |               |                          |                      |            |            |            |